# Dario Rigo
Dario Rigo (Valdagno, 1º aprile 1970) è un allenatore di hockey su pista ed ex hockeista su pista italiano.

## Carriera
Dario Rigo nasce il 1º aprile 1970 a Valdagno. Cresce a Trissino, dove inizia a la sua carriera hockeistica. Nel 1991, dopo quattro stagioni brillanti al Trissino, si trasferisce a Novara, raggiungendo il trissinese Fabio Chiarello, fino al 1993, quando lo acquisterà il Roller Monza.

Capitano della Nazionale italiana nei primi anni duemila, ha conquistato un bronzo olimpico alle Olimpiadi di Barcellona del 1992.

Il 7 aprile 2016 annuncia il ritiro dall'hockey giocato, continuando ad allenare la squadra in cui è cresciuto e nella quale è tornato a fine carriera, il Trissino.

## Palmarès

### Giocatore

#### Club

##### Titoli nazionali
- Campionato italiano: 9

Roller Monza: 1995-1996
Novara: 1996-1997, 1997-1998, 2000-2001, 2001-2002
Bassano 54: 2003-2004
Valdagno: 2009-2010, 2011-2012, 2012-2013
- Coppa Italia: 6

Novara: 1996-1997, 1997-1998, 2000-2001, 2001-2002
Bassano 54: 2003-2004
Valdagno: 2012-2013
- Coppa di Lega: 1

Novara: 2000-2001
- Supercoppa italiana: 4

Bassano 54: 2007
Valdagno: 2010, 2011, 2012

##### Titoli internazionali
- Coppa delle Coppe: 1

Roller Monza: 1994-1995
- Coppa CERS/WSE: 2

Novara: 1991-1992, 1992-1993
- Coppa del Mondo per club: 1

Bassano 54: 2006

#### Nazionale
- Campionato mondiale: 1

Wuppertal 1997
- Campionato europeo: 1

Lodi 1990